# Crazy Clown Time
Crazy Clown Time — дебютный студийный альбом американского режиссёра Дэвида Линча, выпущен 7 ноября 2011 года на лейбле Sunday Best в Великобритании и на следующий день в США на Play It Again Sam.

## Об альбоме
Crazy Clown Time стал первым сольным альбомом Линча. Две песни, «Good Day Today» и «I Know», были выпущены в ноябре 2010 года. Альбом включает в себя музыку, созданную во время «джем-сейшнов и случайных экспериментов на домашней студии» и которую, по словам Линча, он не намерен исполнять на концертах.
В альбоме голоса Дэвида Линча и Карен О из группы Yeah Yeah Yeahs записаны поверх «насыщенных эхом гитарных звонов» и «электронных шумов». Клип на танцевальную мелодию «Good Day Today» Архивная копия от 1 сентября 2017 на Wayback Machine был снят победителем объявленного режиссёром конкурса. 2 апреля 2012 года состоялась премьера клипа на заглавный трек; режиссёром видео был сам Линч.

## Отзывы
Оценки музыкальных критиков варьировались от смешанных до в целом положительных. На сайте Metacritic альбом набрал 62 балла из 100 на основе 25 рецензий. Сходный рейтинг (6 баллов по 10-балльной шкале) он получил на другом агрегаторе отзывов — AnyDecentMusic?.

## Положение в чартах
13 ноября 2011 года альбом дебютировал на 91-м месте в хит-параде Великобритании. Он занял также 96-ю строку в Швейцарии и 68-ю — в Бельгии.

## Список композиций
Все тексты написаны Дэвидом Линчем, вся музыка написана Дэвидом Линчем и Дином Херли.
| №   | Название                                     | Длительность |
| --- | -------------------------------------------- | ------------ |
| 1.  | «Pinky’s Dream» (featuring Karen O)          | 4:00         |
| 2.  | «Good Day Today»                             | 4:39         |
| 3.  | «So Glad»                                    | 3:35         |
| 4.  | «Noah’s Ark»                                 | 4:54         |
| 5.  | «Football Game»                              | 4:20         |
| 6.  | «I Know»                                     | 4:03         |
| 7.  | «Strange and Unproductive Thinking»          | 7:29         |
| 8.  | «The Night Bell With Lightning»              | 4:59         |
| 9.  | «Stone’s Gone Up»                            | 5:21         |
| 10. | «Crazy Clown Time»                           | 7:00         |
| 11. | «These Are My Friends»                       | 4:58         |
| 12. | «Speed Roadster»                             | 3:55         |
| 13. | «Movin’ On»                                  | 4:14         |
| 14. | «She Rise Up»                                | 5:16         |
| 15. | «Sparkle Lounge Blues» (Бонус-трек в iTunes) | 3:49         |

## Участники записи
В создании альбома принимали участие:
- Дэвид Линч — вокал, гитара, синтезатор, Omnichord, перкуссия, сведение, продюсер, арт-директор, иллюстрации;
- Карен О — вокал (1);
- Дин Херли — бас, ударные, гитара, синтезатор, орган Хаммонда (6), программирование, звукорежиссёр, сведение;
- Брайан Луси — мастеринг;
- Крис Бигг, Вон Оливер — дизайн.

## Позиции в чартах
| Страна / Чарт (2011)            | Страна / Чарт (2011)            | Место |
| ------------------------------- | ------------------------------- | ----- |
| Бельгия (Фландрия) (Ultratop)   | Бельгия (Фландрия) (Ultratop)   | 68    |
| Бельгия (Валлония) (Ultratop)   | Бельгия (Валлония) (Ultratop)   | 5     |
| Великобритания                  | UK Album Chart                  | 91    |
| Великобритания                  | Independent Albums              | 12    |
| Великобритания                  | Independent Albums Breakers     | 1     |
| Великобритания                  | Coalition Albums                | 4     |
| США (Heatseekers Albums)        | США (Heatseekers Albums)        | 3     |
| Франция (SNEP)                  | Франция (SNEP)                  | 86    |
| Швейцария (Schweizer Hitparade) | Швейцария (Schweizer Hitparade) | 96    |
| Япония (Oricon)                 | Япония (Oricon)                 | 89    |